# Golmmešoaivi
Golmmešoaivi är en kulle i Finland, på gränsen till Norge. Den ligger i Enare  den norra delen av landet, 1 100 km norr om huvudstaden Helsingfors. Toppen på Golmmešoaivi är 330 meter över havet. Golmmešoaivi ligger vid sjön Fiskevatn.
Terrängen runt Golmmešoaivi är huvudsakligen lite kuperad.  Trakten runt Golmmešoaivi är nära nog obefolkad, med mindre än två invånare per kvadratkilometer. Det finns inga samhällen i närheten. Omgivningarna runt Golmmešoaivi är i huvudsak ett öppet busklandskap.